# Iosif Trifa
Iosif Trifa   (Certege, 3 de març de 1888 - 12 de febrer de 1938) va ser un sacerdot i evangelista ortodox romanès. Va fundar "Oastea Domnului" ("L'exèrcit del Senyor"). També era oncle de Valerian Trifa. Trifa va ser elegit per la llista dels 100 grans romanesos.

## La vida
Iosif Trifa va néixer a la família de Dimitrie i Ana Trifa, del poble de Certege, comtat de Torda-Aranyos (avui Câmpeni, comtat d'Alba, Romania). Era el quart fill d'un total de 6. Va ser batejat el 6 de març de 1888.
Quan tenia 7 anys, el 1895, va començar l'escola primària al seu poble i el 1900 va començar el gimnàs a Beiuș. Més tard, va estudiar teologia a Sibiu. El 1910 va ser nomenat professor confessional a la ciutat de Vidra de Sus, que ara és la ciutat d'Avram Iancu, Alba, que porta el nom de l'heroi nacional romanès de Transsilvània.
El 1911 es va casar amb Iuliana Iancu, neboda de l'heroi Avram Iancu. El mateix any fou nomenat sacerdot a Vidra. El 1912 va néixer el seu primer fill, una nena, Olimpia, però ella va morir l'any següent. El 1914 va néixer el seu segon fill, aquest cop un nen, Titus Gheorghe, però també va morir l'any següent. El 1916 Romania va entrar a la Primera Guerra Mundial al costat dels aliats, en un esforç per lluitar contra Transsilvània del domini austrohongarès. El 1916 va néixer el tercer fill de Trifa: un nen, a qui va anomenar el mateix que el seu segon, Titus-Gheorghe; aquest nen és l'únic que va sobreviure. El 1918 va néixer el seu quart fill, una nena, Augustina. Va acabar la Primera Guerra Mundial, però l'endèmia de la grip espanyola va matar tant la seva dona Iuliana com la seva filla Augustina. Només es va quedar amb el seu fill, Tit, que aleshores tenia tres anys.
Va morir l'any 1938 a Sibiu després d'una intervenció al cor, i va ser enterrat al cementiri de la ciutat.